# Akademija dramskih umjetnosti u Tuzli
Akademija dramskih umjetnosti (kazalište, film, radio i TV) Sveučilišta u Tuzli osnovana je Odlukom Skupštine Tuzlanske županije 28. prosinca 1998. godine. Na Akademiji su aktivna dva odsjeka: “gluma” i “produkcija”.
Od školske 2007./08. godine upis na oba odsjeka vrši se bijenalno tako da se svake školske godine naizmjenično prima po jedna klasa glume odnosno klasa produkcije.
Dekani ADU u Tuzli bili su redom:
- Miralem Zubčević
- Ahmet Kasumović
- Vlado Kerošević

## Vanjske poveznice
- Službena stranica ADU u Tuzli (na bošnjačkom)